# Ла Цингарина (Римини)
Ла Цингарина је насеље у Италији у округу Римини, региону Емилија-Ромања.
Према процени из 2011. у насељу је живело 94 становника. Насеље се налази на надморској висини од 53 м.